# شونا ماكدونالد (ممثلة)
شونا ماكدونالد هي كاتبة سيناريو وممثلة كندية، ولدت في 6 أكتوبر 1970 في كندا.

## أعمال

### أفلام
- (2009) سو VI

## وصلات خارجية
- شونا ماكدونالد على موقع IMDb (الإنجليزية)
- شونا ماكدونالد على موقع ألو سيني (الفرنسية)
- شونا ماكدونالد على موقع ألو سيني (الفرنسية)
- شونا ماكدونالد على موقع قاعدة بيانات الأفلام السويدية (السويدية)
- شونا ماكدونالد على موقع قاعدة بيانات الفيلم (الإنجليزية)
- شونا ماكدونالد على موقع كينوبويسك (الروسية)